# Filière des Buttes-Chaumont
Pour les articles homonymes, voir Buttes Chaumont.
La filière « des Buttes-Chaumont », ou parfois filière irakienne du 19e arrondissement, est une filière jihadiste à Paris. Son but était d'organiser l'envoi de jihadistes en Irak dans le cadre de la guerre d'Irak, et plus précisément vers la branche irakienne d'Al-Qaïda. Le réseau est démantelé en 2005.

## Historique

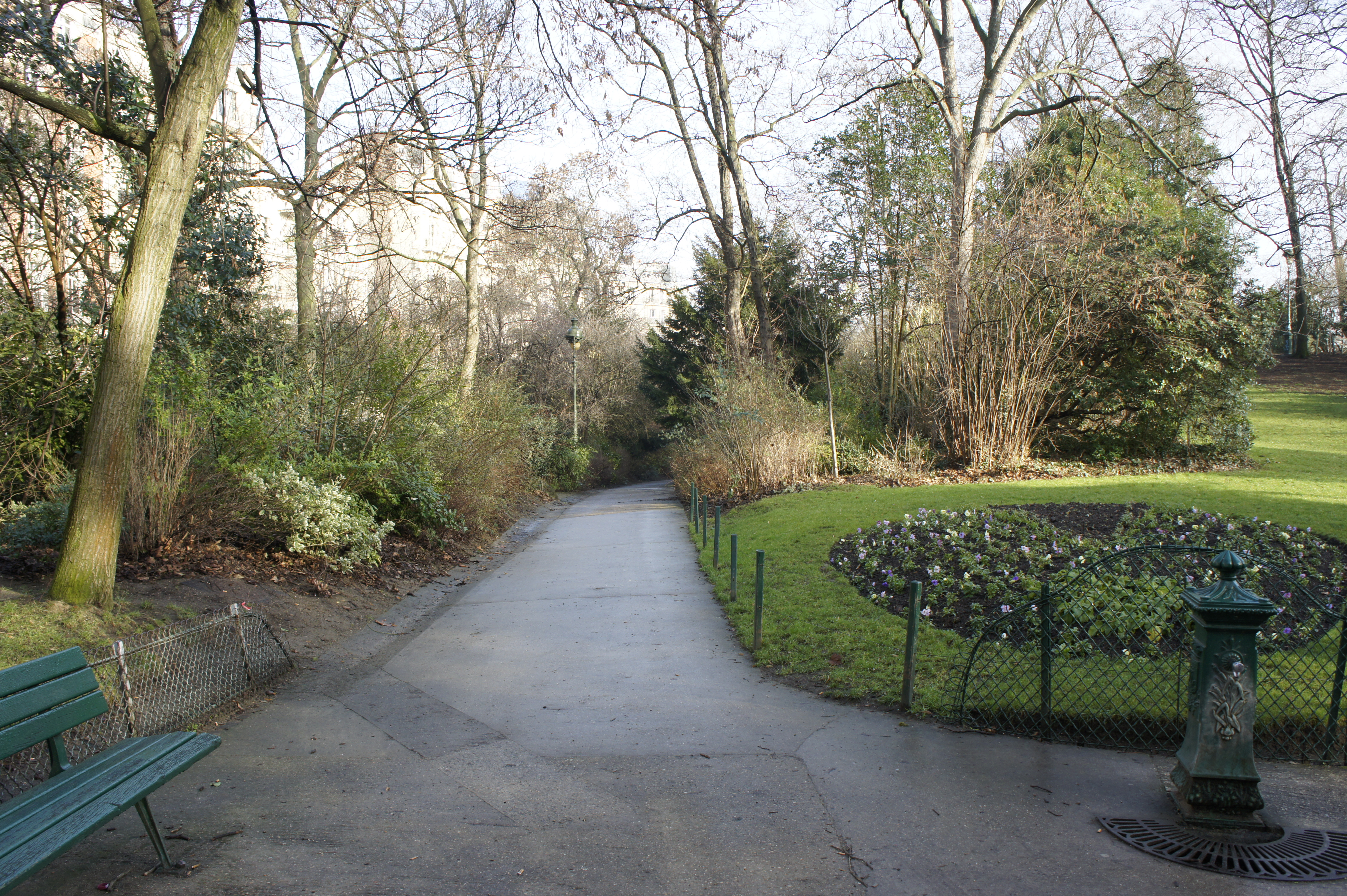
Le parc des Buttes-Chaumont, lieu de ralliement des djihadistes.

La filière des Buttes-Chaumont est organisée autour de la mosquée Adda'wa de la rue de Tanger à Paris, à l'époque « l'un des plus grands lieux de culte musulmans d'Europe » avec 5 000 fidèles chaque vendredi. Le personnage central de cette filière est Farid Benyettou, agent d'entretien le jour, prédicateur le soir et proche du Groupe salafiste pour la prédication et le combat (GSPC), devenu Al-Qaïda au Maghreb islamique en 2007. Boubaker El Hakim (1983-2016) est lui considéré comme « l'un des cerveaux » du réseau.
Elle porte le nom du parc des Buttes-Chaumont situé dans le nord-est de Paris, en France, dans le 19e arrondissement de la ville. Farid Benyettou y emmenait ses disciples « faire du jogging en guise d'entraînement physique ».
Ce réseau est démantelé en 2005 puis ses membres jugés en 2008 pour « association de malfaiteurs en vue de préparer des actes terroristes ». Intercepté en janvier 2005 alors qu’il s’apprêtait à prendre l’avion pour Damas, Chérif Kouachi est condamné à trois ans de prison, le prédicateur Farid Benyettou à six ans de détention. Détenu au centre pénitentiaire de Fresnes (Val-de-Marne) Mohamed al-Ayuni partage sa cellule avec un petit bandit de Cachan, Salim Benghalem, qu’il initie aux thèses djihadistes et deviendra plus tard un cadre de l’État islamique.
Sur une douzaine d'apprentis djihadistes connus dans la filière, trois ont été tués en Irak. La mosquée Adda'wa, ouverte en 1969, est démolie en 2006. Condamné en 2011 à cinq ans de prison dans le dossier des Buttes-Chaumont, Peter Cherif a gagné le Yémen fin 2011, avant lui aussi de retourner dans le nord de la Syrie en 2015 : « À l'exception de l'Afghanistan, il est passé par tous les théâtres de jihad, et ce fut un intime du premier cercle des Kouachi ».
Certains des membres de la filière, à l'image de Chérif Kouachi, sont cités à plusieurs reprises en 2013 au cours de l'enquête sur la tentative d'évasion de Smaïn Aït Ali Belkacem, ancien membre du Groupe islamique armé (GIA) algérien condamné pour l'attentat du RER Saint-Michel. D'autres comme Amedy Coulibaly sont même condamnés dans cette affaire. Un des autres condamnés est Djamel Beghal, l'un des anciens piliers du GIA avec Smaïn Aït Ali Belkacem, également condamné pour sa participation à l'élaboration d'un projet d'attentat contre l'ambassade des États-Unis en France.
Boubaker El Hakim, est le premier de la filière irakienne dite des « Buttes Chaumont » à être parti se battre au Moyen-Orient. Il revendique les assassinats de Chokri Belaïd, tué de 14 balles, le 6 février 2013,  et de Mohamed Brahmi, le 25 juillet 2013 en Tunisie. Suspecté d'être le donneur d'ordre de l'attentat contre Charlie Hebdo et de l'attaque du musée du Bardo, il est tué par un drone américain en novembre 2016.

## Figures de la filière

### Farid Benyettou
Né le 10 mai 1981 à Paris, Farid Benyettou est un ancien prédicateur islamiste français, personnage central de la filière des Buttes-Chaumont , aujourd'hui se définissant comme repenti et déradicalisé, il participe lui-même à des actions de déradicalisation en apportant son expérience. Il est le troisième d'une fratrie de quatre enfants. Son enfance, bercée par un père plutôt violent et autoritaire partisan des Frères musulmans et de l'Union des organisations islamiques de France (UOIF). Ce père exalte et promeut les pratiques religieuses (prière, lecture et apprentissage de l'arabe et du Coran) au détriment des loisirs. Quand ses copains jouent au foot les mercredis après-midi, lui et ses frères et sœur sont envoyés dans divers cours d'arabe ou de religion sous influence des frères musulmans. Ainsi pour échapper au poids paternel lui et sa sœur adoptent une pratique plus "orthodoxe" (sa sœur se fait remarquer notamment par son expulsion du collège Édouard-Pailleron, à cause de son refus de retirer son voile à l'école). Ils sont très proches et lorsque celle-ci se détourne de la mouvance des Frères musulmans pour s'émanciper de leur père qu'ils découvrent alcoolique pour s'intéresser et adhérer aux préceptes du salafisme, c'est presque naturellement que Farid la rejoint et s'engouffre à son tour dans cette nouvelle idéologie « moins laxiste et plus rigoriste ». À ce moment, ils intensifient leurs apprentissages religieux, les livres s'empilent et s'accumulent, ainsi débute une boulimie de textes religieux. Plus tard, sa sœur épouse Youcef Zemmouri (alias Youcef Islam), un personnage sulfureux, figure du « milieu » terroriste impliqué dans de nombreuses affaires de la fin des années 1990 et du début des années 2000 (projet d'assassinat du recteur de la mosquée de Paris[Laquelle ?]et projet d'attentat de la coupe du monde de 1998...), un habitué du juge antiterroriste Jean-Louis Bruguière, doublé d'un penchant pour les trafics en tout genre, qu'il justifie par l'obligation de déposséder tous les mécréants et les juifs. Avant d'être expulsé vers l'Algérie à la suite de nombreuses condamnations, il a été hébergé au domicile familial pendant près de deux ans durant lesquels il jouera le rôle de mentor de Farid et lui insufflera toutes les idéologies les plus radicales et les plus haineuses envers l'occident. Zemmouri est un personnage charismatique, drôle et fantasque et aux idées dangereuses, il devient rapidement très influent dans cette famille repliée sur elle-même et habituée à l'austérité. Cette expérience auprès de Youssef Zemmouri lui apportera ensuite une sorte de légitimité au sein de la communauté salafiste, presque un statut d'érudit. Dorénavant on le consulte pour des questions religieuses et lui-même se prête volontiers au jeu. Il gagne sa vie comme agent d’entretien la semaine et devient prédicateur en fin de semaine en marge des prêches officiels de la mosquée Adda’wa dans le 19e arrondissement. Chassé par les responsables de cette mosquée, pourtant réputée parmi les plus intégristes, il dispense ensuite son savoir islamique dans le salon familial : « Je donnais des cours sur les trois fondements de Mohammed ben Abdelwahhab, le fondateur du wahhabisme. Ces cours attiraient des jeunes du quartier qui étaient en recherche identitaire. » À son domicile, la police découvre 1 200 ouvrages en langue arabe et autant de cassettes audio relatives à la théologie musulmane.
Jugé en 2005 avec les frères Kouachi dans le cadre du procès de la filière des Buttes-Chaumont, il sort de prison en 2009, en affirmant avoir rompu avec l'intégrisme, notamment marqué par les crimes de Mohammed Merah en 2012, qui lui feront ressentir un fort sentiment de culpabilité : « Quand j'étais en prison, je m'étais juré de couper les ponts avec mes frères et pourtant je les ai recontactés le jour de ma sortie. Ils étaient mes repères. Et puis il y a eu l'affaire Merah. Je me suis identifié aux victimes parce qu'au début on pensait qu'il s'agissait d'un tueur d'extrême droite. Quand on a découvert qu'il était djihadiste, je me suis senti coupable. J'ai vu ce que j'étais, les conséquences de mes convictions. » Il confesse ainsi que Chérif Kouachi était la première personne qu'il a vue une fois libéré et a maintenu avec lui en 2010 un contact au moins hebdomadaire.
Il est en formation d'infirmier au moment des attentats de janvier 2015, commis notamment par les frères Kouachi, ses anciens disciples. Son profil suscite la suspicion de ses anciens collègues à la Pitié-Salpêtrière. Il dit avoir tenté de faire évoluer les options de Chérif Kouachi jusqu'à découvrir son échec en janvier 2015 : « J'ai longtemps essayé de minimiser mon implication. Je me disais que mes discours visaient juste à partir en Irak, pas à passer à l'acte sur le sol français. Mais j'ai une part de responsabilité, je ne peux pas le nier. J'ai prêché la haine, j'ai distillé cette idéologie même si ce n'est pas moi qui lui ai dit de commettre ce massacre. J'ai purgé ma peine de prison, j'ai payé ma dette à la société, pas ma dette morale. » À cette occasion il se présentera de lui-même auprès des services de renseignements français afin de leur apporter toutes les informations qu'il détient susceptibles d'aider à mener à bien l’enquête en cours.
En octobre 2016, Dounia Bouzar salarie Farid Benyettou dans son centre de déradicalisation. Elle loue son efficacité pour déradicaliser les profils les plus durs admis dans son centre. Dès novembre, les agents chargés de la sécurité de Dounia Bouzar évoquent des tensions avec elle, ceux-ci s’inquiétant de la connaissance que pourrait acquérir Benyettou de leur méthode de sécurisation des personnalités et étant réticents à côtoyer une personne ayant participé à l'endoctrinement d'assassins de policiers,. En janvier 2017, il raconte son parcours dans l'ouvrage « Mon djihad : Itinéraire d'un repenti » publié aux Éditions Autrement. Louant son efficacité, Dounia Bouzar assure : « Quelqu'un qui se livre ainsi est sincère dans sa démarche. » Après une intervention télévisée controversée le 7 janvier 2017 sur le plateau de Salut les Terriens !, où Farid Benyettou, invité par Thierry Ardisson, proclame « je suis Charlie », deux ans jour pour jour après les attentats contre Charlie Hebdo, il a annoncé le 9 janvier sa décision de ne plus intervenir publiquement à la télévision.

### Boubaker El Hakim
Né le 1er août 1983 à Paris et décédé le 26 ou 27 novembre 2016, Boubaker El Hakim, dont le nom de guerre est Abou Mouqatil, est un djihadiste franco-tunisien, et au moment  de sa mort le plus haut gradé français de l'État islamique.
C'est le premier membre de la filière des Buttes-Chaumont à se rendre au Proche-Orient. En juillet 2002, à seulement 19 ans, prétextant partir étudier l'arabe et l'islam, et comme la plupart des candidats au djihad attendant l’intervention américaine en Irak, il fréquente durant six mois les écoles salafistes Al Fateh Al Islami et Zahra de Damas,. , d'où il passe clandestinement en Irak. De retour à Paris en janvier 2003, il participe avec Farid Benyettou à la formation de la filière des Buttes-Chaumont. Les frères Chérif et Saïd Kouachi font partie de ceux qui écoutent ses récits.
Accompagné de son frère cadet Redouane alors âgé de 19 ans, il combat avec les troupes d'Al-Qaïda en Irak contre les Américains à Falloudjah. 
Avec son groupe, El Hakim pose des mines qu’il déclenche au passage de convois américains, ce qui lui vaut les compliments du cheikh Abdullah al-Janabi, futur cadre de l’État islamique. Son frère meurt le 17 juillet 2004 dans un bombardement américain à Falloudjah,. El Hakim est arrêté sans passeport à la frontière irako-syrienne et renvoyé en France en juin 2005.
El Hakim n’est pas inquiété à son retour en France et il peut structurer la filière. Revenu pour la troisième fois en Irak à seulement 20 ans, il combat aux côtés d’Abou Moussab Al-Zarqaoui, futur chef d’Al-Qaïda. En août 2004, il repasse en Syrie, où il est à nouveau interpellé et emprisonné pendant 9 mois puis expulsé à nouveau vers la France. Lui, Farid Benyettou, Mohamed el-Ayouni et Chérif Kouachi sont jugés par le tribunal correctionnel de Paris. Il est condamné le 14 mai 2008 à 7 ans de prison, assortis d’une peine de sûreté de 4 ans et 8 mois, pour avoir facilité le transit en Syrie de ses amis,.
Libéré le 5 janvier 2011, il s’installe en Tunisie, où le régime de Ben Ali vient d'être renversé. Il y fait venir des armes de Libye, alors en pleine guerre civile, pour armer les djihadistes tunisiens. Il planifie le meurtre de deux opposants politiques à Ennahdha afin de faire basculer dans le chaos la transition démocratique. L’avocat Chokri Belaïd est assassiné le 6 février 2013 devant chez lui. Le 25 juillet, Mohamed Brahmi est tué sous les yeux de sa famille. En avril 2014, El Hakim quitte la Libye où il s’était réfugié, et retrouve la Syrie.
Il prend part à la guerre civile syrienne dans les rangs de l'État islamique. C'est l'un des Français les plus importants de l'EI, chargé d'un commando dédié à la préparation d'attentats en France. La DGSI le suspecte d’avoir planifié à l’automne 2016 une demi-douzaine d'attentats qui devaient frapper l’Europe et le Maghreb, dont les membres du commando sont interpellés à Strasbourg et Marseille dans la nuit du 19 au 20 novembre 2016. Il est également suspecté d’être impliqué « dans la conception et la direction du projet » de l’attentat préparé par le réseau de Reda Kriket, arrêté le 24 mars 2016 à Boulogne-Billancourt, puis d'en avoir été en relation en octobre avec le Syrien Jaber al-Bakr à Chemnitz (Allemagne). Il commandite une attaque menée le 28 octobre 2016 sur un policier à Constantine (Algérie).
Il est tué par un drone le 26 ou 27 novembre 2016 à Raqqa. Le Pentagone précise qu'El Hakim est « un cadre de l’EI et un terroriste de longue date qui avait des liens étroits avec d’autres djihadistes français et tunisiens ».

### Peter Cherif
À 20 ans, il tente bien de s’engager dans l’armée après une jeunesse délinquante, mais doit y renoncer. Il se réfugie alors dans la pratique religieuse, Farid Benyettou l'instruisant dans l'islam radical au sein de la filière des Buttes-Chaumont. Lui-même endoctrine vers 2003 les frères Kouachi, auteurs de l'attentat contre Charlie Hebdo commis en janvier 2015, mais aucun élément formel ne relie Peter Cherif à cet attentat.

## Attentats de janvier 2015 en France
Chérif Kouachi et son frère Saïd, sont les suspects principaux de l'attentat contre Charlie Hebdo survenu le 7 janvier 2015. Amedy Coulibaly, suspect d'une fusillade à Montrouge le lendemain de celle de Charlie Hebdo serait issu de cette même filière. Le 9 janvier, les frères Kouachi se retranchent dans une imprimerie à Dammartin-en-Goële en Seine-et-Marne, tandis que le même jour Coulibaly prend en otage un supermarché casher au 23 avenue de la Porte-de-Vincennes, à la limite de la commune de Saint-Mandé tuant quatre otages. Lors de deux assauts simultanés les trois preneurs d'otages sont abattus. La compagne de Coulibaly, Hayat Boumeddiene, avec qui il est marié religieusement, est activement recherchée par les forces de police mais aurait quitté la France début janvier 2015 et serait en Syrie. Chérif Kouachi et Amedy Coulibaly sont les deux principaux disciples de Djamel Beghal selon les rapports de la sous-direction anti-terroriste.
Ces évènements indiqueraient que la cellule se serait réactivée ou n'aurait pas complètement arrêté ses opérations.

## La repentance de Farid Benyettou?
À la suite des attentats de janvier 2015, « l'ex-mentor » des frères Kouachi, Farid Benyettou, sorti de prison et devenu élève infirmier, a condamné leurs actions. À la suite des attentats du 13 novembre 2015, il décide de rejoindre l’anthropologue Dounia Bouzar qui travaille à la déradicalisation de jeunes djihadistes. Ses anciens collègues de la Pitié sont sceptiques sur sa déradicalisation. « Certains praticiens du service se souviennent de la proximité de cet élève infirmier avec des adolescents qui, pour certains, se trouvaient "en proie à des problématiques identitaires liées à l'islam" » .
Le 7 janvier 2017, soit deux ans jour pour jour après les attentats contre Charlie Hebdo lors de l'émission Salut les Terriens ! de Thierry Ardisson, Farid Benyettou exhibe un badge Je suis Charlie en réponse à la question de l'animateur lui demandant s'il « est Charlie ». De nombreuses voix s'élèvent à cause de cette séquence jugée déplacée de la part d'un homme dont la responsabilité importante dans les attentats a été clairement mise en évidence. Il a annoncé le 9 janvier sa décision de ne plus intervenir publiquement.